# Kvacshon
Kvacshon (hangul: 과천시, Kvacshon-si, handzsa: 果川市, RR: Gwacheon-si, ’gyümölcspatak’) város Dél-Koreában, Kjonggi (Gyeonggi) tartományban.
1413-ban vette fel jelenlegi nevét, a megyei rangot 1895. május 26-án kapta meg. 1914. március 1-jén területét Sihung (Siheung) megyébe olvasztották be, amelyben mjon (myeon) rangot kapott. 1979. április 28-án területi (csigu (jigu)) rangot kapott. 1986-ban emelték városi rangra.

## Földrajza
Legmagasabb pontja a 629 méter magas Kvanakszan (관악산; 冠岳山, Gwanaksan).

## Közigazgatása
6 dongja van:
- Csungang-tong (중앙동; 中央洞, Jungang-dong)
- Kvacshon-tong (과천동; 果川洞, Gwacheon-dong)
- Purim-tong (부림동; 富林洞, Burim-dong)
- Pjorjang-tong (별양동; 別陽洞, Byeolyang-dong)
- Munvon-tong (문원동; 文原洞, Munwon-dong)
- Kalhjon-tong (갈현동; 葛峴洞, Galhyeon-dong)

## Testvértelepülései
Kvacshon (Gwacheon) az alábbi településekkel áll partneri viszonyban:
- Thongjong (Tongyeong), Dél-Kjongszang (Gyeongsang)
- Csangszong (Jangseong), Dél-Csolla (Jeolla)
- Jeszan (Yesan), Dél-Cshungcshong (Chungcheong)
- Tonghe (Donghae), Kangvon (Gangwon)
- Airdrie
- Nanning
- Sirahama
- Burlington, Észak-Karolina

## Nevezetes szülöttei
- Szong Szongil (송성일, 1969–1995) aranyérmes birkózó